# Yamaha YZ 100
 (octobre 2019).
Si vous disposez d'ouvrages ou d'articles de référence ou si vous connaissez des sites web de qualité traitant du thème abordé ici, merci de compléter l'article en donnant les références utiles à sa vérifiabilité et en les liant à la section « Notes et références ».
La Yamaha YZ100 est une moto spécialement conçue pour les courses hors route et de motocross, de la marque Yamaha.